# Dragodan, Kiustendil
Dragodan (în bulgară Драгодан) este un sat în comuna Kocerinovo, regiunea Kiustendil,  Bulgaria. 

## Demografie
Componența etnică a satului Dragodan
     Bulgari (96,87%)
     Nicio identificare (3,12%)
     Altele (0%)
La recensământul din 2011, populația satului Dragodan era de 96 locuitori. Din punct de vedere etnic, majoritatea locuitorilor (96,87%) erau bulgari. Pentru 3,12% din locuitori nu este cunoscută apartenența etnică.